# カモネギックス
「カモネギックス」（Kamonegix）は、日本の女性アイドルグループ・NMB48の楽曲。作詞は秋元康、作曲は井上ヨシマサが担当した。2013年10月2日にNMB48の8作目のシングルとしてよしもとアール・アンド・シー (laugh out loud! records) から発売された。単独出演としては初となった『第64回NHK紅白歌合戦』（2013年）の歌唱楽曲。楽曲のセンターポジションは山本彩が務めた。
2014年発売の『世界の中心は大阪や 〜なんば自治区〜』に「カモネギックス」のリミックスバージョン「カモネギックス<Remo-Con REMIX>」が収録されている。

## 背景とリリース
前作「僕らのユリイカ」から約4か月ぶりのシングル。
2013年8月19日に開催されたフジテレビ主催イベント『お台場合衆国2013』内のライブ「NMB48めざましライブ」において、シングルの発売が発表された。この中では同年10月2日に新曲が発売されることが明らかになったが、曲名は明かされていなかった。
同年9月2日に、AKB48とNMB48を兼任する市川美織がNMB48劇場でのデビュー公演となるチームN「誰かのために」公演が開催された。この公演のアンコールにおいて新シングル表題曲のタイトルと選抜メンバーが発表され、その場で曲が披露された。
「カモネギックス」を歌う選抜メンバーは、前作から1人が入れ替わった。門脇佳奈子は「北川謙二」以来約11か月ぶりの選抜復帰。前作の選抜メンバーのうち、島田玲奈が選抜から外れた。
カップリング曲として、NMB48としては初となる研究生の楽曲「サングラスと打ち明け話」が収録されている。なお、NMB48の全メンバーがシングルのいずれかの楽曲に参加している。

## 音楽性
「カモネギックス」は、和のテイストが入った、クラブ調のダンスナンバーだという。
「カモネギックス」という曲名について、キャプテンの山本彩は「歌詞の女の人は自分が『カモがネギを背負った』ような存在でも懲りずに男の人を好きになってしまう。残念な女性の歌」と説明し、小笠原茉由は「カモ鍋のような味のある、おいしい仕上がりになっていると思います」とした。
本楽曲には、エレクトロニック・ダンス・ミュージック（EDM）が使われている。

## アートワーク
| Type-A | 上西恵、矢倉楓子、薮下柊、山本彩                         |
| Type-B | 市川美織、小笠原茉由、山田菜々、渡辺美優紀               |
| Type-C | 『カモネギックス』選抜メンバー全16名                     |
| 劇場盤 | 市川美織、矢倉楓子、薮下柊、山田菜々、山本彩、渡辺美優紀 |

## チャート成績
「カモネギックス」のシングルCDは、発売前日（集計初日）の2013年10月1日付オリコンデイリーシングルチャートにおいて推定売上枚数約27万枚を記録し、初登場で1位にランクインした。集計初日の推定売上枚数は、NMB48の前作「僕らのユリイカ」が記録した約42万1000枚には及ばなかったものの、前々作「北川謙二」の約26万枚を上回っている。
その後、2013年10月14日付オリコン週間シングルチャートにおいて初登場で1位にランクインした。同チャートにおけるNMB48のシングルの1位獲得は「ヴァージニティー」から4作連続・通算7作目となった。初動売上は約37万5000枚となった。

## ミュージック・ビデオと特典映像
ミュージック・ビデオは平川雄一朗が監督を務めた。MVの中には、特典映像のドラマ『ほしにねがうこと』のシーンが挿入されている。
特典映像としてドラマ『ほしにねがうこと』が制作され、Type-Aに前編、Type-Bに後編と2分割で収録された。主題歌は「カモネギックス」で、ドラマの監督はMVと同じ平川雄一朗。入山法子、ロッシー（野性爆弾）、島津健太郎が出演している。2013年8月9日 - 12日に兵庫県赤穂市内の赤穂御崎灯台、折方児童センター、坂越大避神社、伊和都比売神社、福浦コミュニティセンターなど8か所でロケ撮影が実施された。
難波鉄砲隊其之四が歌う「もう裸足にはなれない」のMVには升毅が弁護士役で出演している。

## メディアでの使用
「カモネギックス」には以下のタイアップが付いている。
- P&Gジャパン『Herbal essences×NMB48〈フォーリンハーバル大作戦・香り楽しむ髪の美容液〉篇』CMソング
- ジャンボカラオケ広場CMソング
- フェザー安全剃刀「NMB48×FEATHER SamraiEdge」CMソング
- 関西テレビ（関西ローカル）『NMBとまなぶくん』(2013年9月12日 - 2014年2月27日) エンディング・テーマ
- 読売テレビ『ワケあり!レッドゾーン』2013年10月5日 - エンディング・テーマ

## シングル収録トラック

### Type-A
| #         | タイトル                                  | 作詞      | 作曲         | 編曲         | 時間  |
| --------- | ----------------------------------------- | --------- | ------------ | ------------ | ----- |
| 1.        | 「カモネギックス」                        | 秋元康    | 井上ヨシマサ | 井上ヨシマサ | 4:18  |
| 2.        | 「サングラスと打ち明け話」(研究生)        | 秋元康    | KOUTAPAI     | 武藤星児     | 4:37  |
| 3.        | 「どしゃぶりの青春の中で」(白組)          | 秋元康    | 渡邉シンジ   | 生田真心     | 4:33  |
| 4.        | 「カモネギックス off vocal ver.」         |           |              |              |       |
| 5.        | 「サングラスと打ち明け話 off vocal ver.」 |           |              |              |       |
| 6.        | 「どしゃぶりの青春の中で off vocal ver.」 |           |              |              |       |
| 合計時間: | 合計時間:                                 | 合計時間: | 合計時間:    | 合計時間:    | 26:57 |

| #  | タイトル                                                      | 作詞 | 作曲・編曲 |
| -- | ------------------------------------------------------------- | ---- | ---------- |
| 1. | 「カモネギックス（ミュージックビデオ）」                      |      |            |
| 2. | 「カモネギックス（ミュージックビデオ ダンシングバージョン）」 |      |            |
| 3. | 「どしゃぶりの青春の中で（ミュージックビデオ）」              |      |            |
| 4. | 「特典映像 「ほしにねがうこと」（前編）」                     |      |            |

### Type-B
| #         | タイトル                                  | 作詞      | 作曲         | 編曲         | 時間  |
| --------- | ----------------------------------------- | --------- | ------------ | ------------ | ----- |
| 1.        | 「カモネギックス」                        | 秋元康    | 井上ヨシマサ | 井上ヨシマサ | 4:18  |
| 2.        | 「サングラスと打ち明け話」(研究生)        | 秋元康    | KOUTAPAI     | 武藤星児     | 4:37  |
| 3.        | 「思わせ光線」(紅組)                      | 秋元康    | 渡辺和紀     | 渡辺和紀     | 3:53  |
| 4.        | 「カモネギックス off vocal ver.」         |           |              |              |       |
| 5.        | 「サングラスと打ち明け話 off vocal ver.」 |           |              |              |       |
| 6.        | 「思わせ光線 off vocal ver.」             |           |              |              |       |
| 合計時間: | 合計時間:                                 | 合計時間: | 合計時間:    | 合計時間:    | 25:37 |

| #  | タイトル                                                      | 作詞 | 作曲・編曲 |
| -- | ------------------------------------------------------------- | ---- | ---------- |
| 1. | 「カモネギックス（ミュージックビデオ）」                      |      |            |
| 2. | 「カモネギックス（ミュージックビデオ ダンシングバージョン）」 |      |            |
| 3. | 「思わせ光線（ミュージックビデオ）」                          |      |            |
| 4. | 「特典映像 「ほしにねがうこと」（後編）」                     |      |            |

### Type-C
| #         | タイトル                                   | 作詞      | 作曲         | 編曲         | 時間  |
| --------- | ------------------------------------------ | --------- | ------------ | ------------ | ----- |
| 1.        | 「カモネギックス」                         | 秋元康    | 井上ヨシマサ | 井上ヨシマサ | 4:18  |
| 2.        | 「サングラスと打ち明け話」(研究生)         | 秋元康    | KOUTAPAI     | 武藤星児     | 4:37  |
| 3.        | 「もう裸足にはなれない」(難波鉄砲隊其之四) | 秋元康    | 福田貴史     | 佐々木裕     | 3:49  |
| 4.        | 「カモネギックス off vocal ver.」          |           |              |              |       |
| 5.        | 「サングラスと打ち明け話 off vocal ver.」  |           |              |              |       |
| 6.        | 「もう裸足にはなれない off vocal ver.」    |           |              |              |       |
| 合計時間: | 合計時間:                                  | 合計時間: | 合計時間:    | 合計時間:    | 25:30 |

| #  | タイトル                                                      | 作詞 | 作曲・編曲 |
| -- | ------------------------------------------------------------- | ---- | ---------- |
| 1. | 「カモネギックス（ミュージックビデオ）」                      |      |            |
| 2. | 「カモネギックス（ミュージックビデオ ダンシングバージョン）」 |      |            |
| 3. | 「もう裸足にはなれない（ミュージックビデオ）」                |      |            |
| 4. | 「NMB48 feat.吉本新喜劇 Vol.7」                               |      |            |

### 劇場盤
| #  | タイトル                                  | 作詞   | 作曲           | 編曲           | 時間 |
| -- | ----------------------------------------- | ------ | -------------- | -------------- | ---- |
| 1. | 「カモネギックス」                        | 秋元康 | 井上ヨシマサ   | 井上ヨシマサ   | 4:18 |
| 2. | 「どしゃぶりの青春の中で」(白組)          | 秋元康 | 渡邉シンジ     | 生田真心       | 4:33 |
| 3. | 「思わせ光線」(紅組)                      | 秋元康 | 渡辺和紀       | 渡辺和紀       | 3:53 |
| 4. | 「時間は語り始める」                      | 秋元康 | フジノタカフミ | 野中“まさ”雄一 |      |
| 5. | 「カモネギックス off vocal ver.」         |        |                |                |      |
| 6. | 「どしゃぶりの青春の中で off vocal ver.」 |        |                |                |      |
| 7. | 「思わせ光線 off vocal ver.」             |        |                |                |      |
| 8. | 「時間は語り始める off vocal ver.」       |        |                |                |      |

## 選抜メンバー
- 市川美織
- 小笠原茉由
- 加藤夕夏
- 門脇佳奈子
- 小谷里歩
- 上西恵
- 白間美瑠
- 高野祐衣
- 谷川愛梨
- 矢倉楓子
- 薮下柊
- 山田菜々
- 山本彩
- 與儀ケイラ
- 吉田朱里
- 渡辺美優紀